# Gelis delumbis
Gelis delumbis là một loài tò vò trong họ Ichneumonidae.